# Niszczyciele rakietowe typu Hatakaze
Niszczyciele rakietowe typu Hatakaze – typ dwóch japońskich niszczycieli rakietowych, zbudowanych w latach 80. XX wieku dla Japońskich Morskich Sił Samoobrony. Niszczyciele Hatakaze były pierwszymi japońskimi okrętami napędzanymi tubinami gazowymi.

## Okręty
- „Hatakaze” (DDG-171)
- „Shimakaze” (DDG-172)